# Épiphanie Nyirabaramé
Épiphanie Nyirabaramé (Butare, 15 dicembre 1981) è un'ex mezzofondista e maratoneta ruandese.

## Biografia
Nyirabaramé ha disputato le prime competizioni internazionali giovanili alla fine degli anni Novanta, esordendo dal 2001 con la nazionale seniores del Ruanda. Nel corso della sua carriera iniziata come mezzofondista e trasformatasi in maratoneta, Nyirabaramé ha preso parte a due Giochi olimpici consecutive nel 2004 e nel 2008. Inoltre, in campo extra-continentale, nel corso del primo decennio degli anni 2000, ha preso parte a diverse edizioni dei Mondiali, ai Giochi del Commonwealth in India nel 2010 e soprattutto è stata impegnata in diverse edizioni dei Giochi della Francofonia, dove ha riportato l'oro nel 2009 in Libano.

## Palmarès
| Anno | Manifestazione           | Sede           | Evento          | Risultato | Prestazione | Note             |
| ---- | ------------------------ | -------------- | --------------- | --------- | ----------- | ---------------- |
| 1998 | Mondiali di cross        | Marrakech      | Individuale U20 | 79ª       | 22'35"      |                  |
| 1998 | Mondiali U20             | Annecy         | 3000 m piani    | Batteria  | 10'39"35    |                  |
| 2001 | Giochi della Francofonia | Ottawa         | 10000 m piani   | 4ª        | 35'12"65    |                  |
| 2002 | Campionati africani      | Tunisi         | 5000 m piani    | 4ª        | 17'12"23    |                  |
| 2002 | Campionati africani      | Tunisi         | 10000 m piani   | 8ª        | 34'27"51    |                  |
| 2003 | Mondiali                 | Saint-Denis    | Maratona        | 57ª       | 2h54'16"    |                  |
| 2004 | Giochi olimpici          | Atene          | Maratona        | 54ª       | 2h52'50"    |                  |
| 2005 | Mondiali                 | Helsinki       | Maratona        | 46ª       | 2h52'11"    |                  |
| 2005 | Giochi della Francofonia | Niamey         | Maratona        | Bronzo    | 2h50'13"    |                  |
| 2007 | Mondiali di cross        | Mombasa        | Individuale     | 52ª       | 30'37"      |                  |
| 2007 | Giochi panafricani       | Algeri         | Mezza maratona  | 13ª       | 1h19'57"    |                  |
| 2007 | Mondiali mezza maratona  | Udine          | Individuale     | 50ª       | 1h17'14"    |                  |
| 2008 | Giochi olimpici          | Pechino        | Maratona        | 66ª       | 2h49'32"    |                  |
| 2009 | Mondiali                 | Berlino        | Maratona        | 25ª       | 2h33'59"    | Record nazionale |
| 2009 | Giochi della Francofonia | Beirut         | Maratona        | Oro       | 2h44'36"    |                  |
| 2010 | Campionati africani      | Nairobi        | 10000 m piani   | 10ª       | 36'04"65    |                  |
| 2010 | Giochi del Commonwealth  | Nuova Delhi    | Maratona        | 7ª        | 2h48'24"    |                  |
| 2011 | Giochi mondiali militari | Rio de Janeiro | Maratona        | 6ª        | 2h51'58"    |                  |
| 2011 | Mondiali                 | Taegu          | Maratona        | dnf       | dnf         |                  |

## Altre competizioni internazionali
2003
- 6ª alla Maratona di Roma ( Roma) - 2h44'45"

2005
- 8ª alla Maratona di Roma ( Roma) - 2h50'57"

2008
- 11ª alla Maratona di Roma ( Roma) - 2h41'33"

2012
- 13ª alla Maratona di Roma ( Roma) - 2h45'24"

2013
- alla Mezza maratona di Kigali ( Kigali) - 1h20'19"